# Spilococcus pressus
Spilococcus pressus är en insektsart som beskrevs av Ferris 1950. Spilococcus pressus ingår i släktet Spilococcus och familjen ullsköldlöss. Inga underarter finns listade i Catalogue of Life.